# Доклад за конкурентоспособността на пътуването и туризма
Докладът за конкурентоспособността на пътуването и туризма (на английски: The Travel & Tourism Competitiveness Report) е един от докладите, които се публикуват от Световния икономически форум. Той е издаден за първи път през 2007 г., когато изследва 124 държави. Докладът предоставя платформа за многостранен диалог с цел да се гарантира функционирането на силен и устойчив туристически сектор, способен да осигури ефикасен принос за растежа на глобалната икономика.
В основата на доклада стои Индексът за конкурентоспособността на пътуването и туризма (на английски: Travel & Tourism Competitiveness Index, TTCI). Той е измерител на факторите, които правят привлекателно развиването на бизнес в сферата на пътуванията и туризма във включените в изследването държави. За целите на анализа се използват данни от публични източници, институции за международен туризъм и проучвания на общественото мнение.
При изготвянето на класацията се отчита представянето на страните по 14 основни показателя, разделени в следните подиндекси:
- Регулаторна рамка;
- Бизнес среда и инфраструктура;
- Човешки, природни и културни ресурси.

Всеки от основните индикатори е формиран от няколко различни променливи. Представянето на държавите по всеки подиндекс приема оценки от 1 до 6, като на тяхна база се образува и крайният индекс на конкурентоспособността на туристическия сектор в конкретната страна.
Петото издание на доклада от 2013 г. е озаглавено „Премахване на бариерите пред икономическия растеж и създаването на работни места“ (на английски: Reducing Barriers to Economic Growth and Job Creation). В него се изследва състоянието на туристическата индустрия в рекордните тази година 140 икономики, като е включен обширен раздел от таблици с данни за класациите в световен мащаб, обхващащи над 75 показателя, формиращи TTCI. През 2013 г. България се нарежда на 50-о място в класацията, като отстъпва с две позиции спрямо подреждането година по-рано. Лидерът е Швейцария (с резултат от 5.66), която традиционно заема челната позиция. На следващо място са позиционирани Германия (5.39) и Австрия (5.39).
| Регулаторна среда                     | Бизнес среда и инфраструктура                    | Човешки, природни и културни ресурси |
| ------------------------------------- | ------------------------------------------------ | ------------------------------------ |
| Правни норми и регулации              | Въздушен транспорт и инфраструктура              | Човешки ресурси                      |
| Устойчивост на околната среда         | Наземен транспорт и инфраструктура               | Откритост към туризма и пътуванията  |
| Безопасност и сигурност               | Туристическа инфраструктура                      | Природни ресурси                     |
| Здравеопазване и хигиена              | Развитие на ИКТ                                  | Културни ресурси                     |
| Приоритетност на пътуването и туризма | Конкурентност на цените на туристическите услуги |                                      |

## Класиране през 2013 г.

### Първите 20 страни в класацията
1. Швейцария 5.66
2. Германия 5.39
3. Австрия 5.41
4. Испания 5.38
5. Великобритания 5.38
6. САЩ 5.32
7. Франция 5.31
8. Канада 5.28
9. Швеция 5.24
10. Сингапур 5.23
11. Австралия 5.17
12. Нова Зеландия 5.17
13. Нидерландия 5.14
14. Япония 5.13
15. Хонконг 5.11
16. Исландия 5.10
17. Финландия 5.10
18. Белгия 5.04
19. Ирландия 5.01
20. Португалия 5.01

## Класиране през 2011 г.

### Първите 20 страни в класацията
1. Швейцария 5.68
2. Германия 5.50
3. Франция 5.41
4. Австрия 5.41
5. Швеция 5.34
6. САЩ 5.30
7. Великобритания 5.30
8. Испания 5.29
9. Канада 5.29
10. Сингапур 5.23
11. Исландия 5.19
12. Хонконг 5.19
13. Австралия 5.15
14. Нидерландия 5.13
15. Люксембург 5.08
16. Дания 5.05
17. Финландия 5.02
18. Португалия 5.01
19. Нова Зеландия 5.00
20. Норвегия 4.98

### Класиране на първите десет държави по континенти през 2011 г.
| 1. Обединени Арабски Емирства 4.78 (30) 2. Бахрейн 4.47 (40) 3. Катар 4.45 (42) 4. Израел 4.41 (46) 5. Тунис 4.39 (47) 6. Оман 4.18 (61) 7. Саудитска Арабия 4.17 (62) 8. Йордания 4.14 (64) 9. Ливан 4.03 (70) 10. Египет 3.96 (75) | 1. САЩ 5.30 (6) 2. Канада 5.29 (9) 3. Барбадос 4.84 (28) 4. Мексико 4.43 (43) 5. Коста Рика 4.43 (44) 6. Пуерто Рико 4.42 (45) 7. Бразилия 4.36 (52) 8. Панама 4.30 (56) 9. Чили 4.27 (57) 10. Уругвай 4.24 (58) | 1. Сингапур 5.23 (10) 2. Хонконг 5.19 (12) 3. Австралия 5.15 (13) 4. Нова Зеландия 5.00 (19) 5. Япония 4.94 (22) 6. Южна Корея 4.71 (32) 7. Малайзия 4.59 (35) 8. Тайван 4.56 (37) 9. Китай 4.47 (39) 10. Тайланд 4.47 (41) |

| 1. Мавриций 4.35 (53) 2. Южна Африка 4.11 (66) 3. Намибия 3.84 (84) 4. Кабо Верде 3.77 (89) 5. Ботсвана 3.74 (91) 6. Гамбия 3.70 (92) 7. Руанда 3.54 (102) 8. Кения 3.51 (103) 9. Сенегал 3.49 (104) 10. Гана 3.44 (108) | 1. Швейцария 5.68 (1) 2. Германия 5.50 (2) 3. Франция 5.41 (3) 4. Австрия 5.41 (4) 5. Швеция 5.34 (5) 6. Великобритания 5.30 (7) 7. Испания 5.29 (8) 8. Исландия 5.19 (11) 9. Нидерландия 5.13 (14) 10. Люксембург 5.08 (15) |